# Ratpenat de dits llargs austral
El ratpenat de dits llargs austral (Miniopterus australis) és una espècie de ratpenat de la família dels minioptèrids. Viu a Austràlia, Brunei, Indonèsia, Malàisia, les Filipines, Nova Caledònia, Papua Nova Guinea, Salomó, el Timor Oriental i Vanuatu.